# 三木愛花
三木 愛花（みき あいか、1861年5月14日（文久元年4月5日） - 1933年（昭和8年）2月6日）は、明治・大正期の新聞記者、ジャーナリスト。本名、三木貞一。

## 人物
1861年（文久元年）、上総国大網町（現在の千葉県大網白里市）生まれ。田中従吾軒の門下で「朝野新聞」「東京公論」記者などを経て、1893年（明治26年）に萬朝報に入社、1923年（大正12年）まで活動した。相撲通として知られ相撲雑誌に記事を執筆するなど相撲記者の先駆けでもあった。
将棋通でもあり、初めて新聞に「将棋欄」を設けたことでも知られる。「萬朝報」1898年（明治31年）1月1日付に指し将棋の棋譜を初めて新聞に掲載した。また三木の発案により、おなじく「萬朝報」において棋戦が初めて企画され、1908年（明治41年）9月11日付から「高段名手勝継将棊」が掲載された。これにより、棋士には初めて対局料が支払われるようになった。また同年、京橋区明石町の自宅を拠点に将棋雑誌「将棊新報」を創刊（明治41年12月号）し主筆を務め、1909年（明治42年）に関根金次郎を中心に設立された将棋同盟社では世話役を務めるなど、将棋界にも貢献した。
晩年は逗子開成中学校にて漢文の講師を務め、1932年（昭和7年）に辞任した。1933年（昭和8年）2月6日、西品川の自宅にて動脈硬化症により死去。
著作に戯文『東都仙洞綺話』などがある。